# Попков Володимир Михайлович
Володимир Михайлович Попков (19 вересня 1941, Алмати — 27 травня 2007, Москва) — радянський, український і російський кінорежисер, сценарист, актор. Заслужений діяч мистецтв України (2001).

## Біографія
Народився 19 вересня 1941 року.

Могила Володимира Попкова, Берковецьке кладовище

Закінчив Костромський педінститут ім. М. О. Некрасова (1964) і режисерський факультет Київського державного інституту театрального мистецтва ім. І.Карпенка-Карого (1974).
З 1974 р. — режисер Київської кіностудії ім. О. П. Довженка.
Нагороджений медалями. Був членом Національної Спілки кінематографістів України.
З 1990-х років працював здебільшого в Росії. Раптово помер у Москві у 65-річному віці 27 травня 2007 року. Похований у Києві, у колумбарії Берковецького кладовища (50°29′39.82″ пн. ш. 30°23′31.04″ сх. д. / 50.4943944° пн. ш. 30.3919556° сх. д.).

## Фільмографія
Режисер-постановник:
- «Борис Тен» (1972, «Укртелефільм»)
- «Петро Панч» (1973)
- «Лицар Вася» (1974, к/м)
- «Втеча з палацу» (1975, у співавт. з М. Малецьким)
- «Така вона, гра» (1976, у співавт. з М. Малецьким. Бронзова медаль VII Всесоюзного кінофестивалю спортивних фільмів, Ленінград, 1979)
- «Будьте напоготові, Ваша високосте!» (1978)
- «Дізнайся мене» (1979, у співавт. з Юрієм Хоменком)
- «Довгі дні, короткі тижні...» (1980, т/ф, 2 с)
- «Ніжність до ревучого звіра» (1982)
- «Карусель» (1983, Головний приз XXI Міжнародного фестивалю телевізійних фільмів «Золота Прага», 1984)
- «Вантаж без маркування» (1984)
- «Рік теляти» (1986)
- «Грішник» (1988)
- «Допінг для янголів» (1990)
- «Серця трьох» (1992)
- «Серця трьох — 2» (1993)
- «Графиня де Монсоро» (1997, телесеріал)
- «Слід перевертня» (2001, сценарист у співавт.)
- «Лялька» (2002, телесеріал, у співавт.)
- «Попіл Фенікса» (2004, телесеріал, Росія—Україна)
- «Мій особистий ворог» (2005)
- «Пороки і їх прихильники» (2006, телесеріал, Росія—Україна)
- «Вбити змія» (2007, телесеріал) та ін.

Ролі в кіно:
- «Партизанська іскра» (1957, Володимир Волошин)
- «Грачі» (1982)
- «Дамський кравець» (1990, епізод).